# Metzi Amalarius
Metzi Amalarius vagy Amalarius Fortunatus (Gallia, 775 körül – Metz, 850 körül) középkori frank klerikus, a római katolikus liturgia megalkotásának egyik kiemelkedő alakja. Nagy Károly, majd utóda, Jámbor Lajos udvarának tagja.

## Élete
796 és 804 között végezte tanulmányait a tours-i Szent Márton apátságban, Alkuin felügyelete alatt. Hamarosan az aacheni udvarba került. 809 és 813 között a Trier választófejedelme és az főegyházmegye érseke. 813-ban Konstantinápolyban, I. Mihály császár udvarában a frank uralkodó küldötte volt Petrus de Nonamtula apáttal. Utazásáról és bizánci tartózkodásáról versben számol be (Versus Marini). Hazatérőben Rómában is megfordult. 814-ben, Károly halálakor lemondott a püspöki tisztségről.
A Frank Birodalom kísérletet tett az akkor már széttartó egyházi hagyományok egységesítésére. Ennek keretében megkísérelték
a Vulgata helyes szövegét megállapítani, illetve egységesíteni a római katolikus liturgiát is. Ez utóbbiban játszott nagy 
szerepet Amalarius. Irodalmi munkássága elsősorban liturgikus és teológiai jellegűː számos írást jelentetett meg a miséről, 
illetve részt vett a predesztináció körüli vitákban. Legismertebb műve Liber officialis avagy De ecclesiasticis 
officiis (A hivatás könyve avagy Az egyházi teendőkről). 
831-ben Rómába utazott, hogy kieszközölje IV. Gergely római pápánál az általa kidolgozott liturgia jóváhagyását. 835-ben Agobard lyoni érsek kegyvesztettsége idején ő helyettesítette az érseket a diedenhofeni zsinaton, illetve ő igazgatta a Lyoni egyházmegyét. Az Amalariusszal szemben ellenséges Lyoni Florus, Agobard tanítványa arról tudósít, hogy 838-ban, a Quierzy-ben tartott zsinaton eretnekségért elítélték. Ennek ellenére írásai nagy hatást gyakoroltak az egyházzene és a katolikus liturgia fejlődésére, megalapozta a későbbi gregorián zenét. 844 körül érseki rangra emelték. Valószínűleg 850 körül halt meg Metz városában.

## Értékelése
Metz városa kiemelkedő szerepet játszik a római liturgia frank elsajátításának történetében. A hagyomány szerint Chrodegang metzi püspök, a kanonoki élet megalapozója volt az, aki 753–754-ben klerikusaival együtt „kölcsönkérte” a pápai szkóla tagjait II. István pápától, hogy közvetlenül tőlük tanulják meg a karoling liturgikus rendezés alapjául szolgáló római liturgiát és éneket. A IX. század első felében a szintén metzi Amalarius püspök utazott hiteles tapasztalatokért Rómába, majd állította össze a középkor sokáig legnagyobb hatású liturgikai szakkönyveit. Nem meglepő, hogy a frank egyház vonatkoztatási pontja liturgikus és egyházfegyelmi kérdésekben ez a város maradt.

## További írásainak listája
- De ecclesiasticis officiis
- Eclogae de officio missae
- Epistolae
- Forma institutionis canonicorum
- Liber de ordine antiphonarii
- Eglogae
- Epistola de caeremoniis baptismi
- Versus marini